# Wyndmere
Wyndmere (en anglais [ˈwaɪnmɪər]) est une ville située dans le comté de Richland, dans l’État du Dakota du Nord, aux États-Unis. Lors du recensement de 2010, sa population s’élevait à 429 habitants.

## Histoire
Fondée en 1883, la ville de Wyndmere tient son nom du lac Windermere, en Angleterre.

## Démographie
| Groupe            | Wyndmere | Dakota du Nord | États-Unis |
| ----------------- | -------- | -------------- | ---------- |
| Blancs            | 95,6     | 90,0           | 72,4       |
| Autres            | 2,6      | 1,8            | 19,0       |
| Métis             | 1,4      | 1,8            | 2,9        |
| Amérindiens       | 0,2      | 5,4            | 0,9        |
| Asiatiques        | 0,2      | 1,0            | 4,8        |
| Total             | 100      | 100            | 100        |
|                   |          |                |            |
| Latino-Américains | 6,1      | 2,0            | 16,7       |

Selon l'American Community Survey, pour la période 2011-2015, 96,88 % de la population âgée de plus de 5 ans déclare parler l'anglais à la maison, 1,78 % déclare parler l'espagnol, 0,67 % l'allemand et 0,67 % le norvégien.
| 1910 | 1920 | 1930 | 1940 | 1950 | 1960 |
| ---- | ---- | ---- | ---- | ---- | ---- |
| 439  | 570  | 521  | 499  | 627  | 644  |

| 1970 | 1980 | 1990 | 2000 | 2010 | - |
| ---- | ---- | ---- | ---- | ---- | - |
| 516  | 550  | 501  | 533  | 429  | - |

## Source
- (en) Cet article est partiellement ou en totalité issu de l’article de Wikipédia en anglais intitulé « Wyndmere, North Dakota » (voir la liste des auteurs).